# روث دوبسون
روث دوبسون (بالإنجليزية: Ruth Violet Dobson)‏ هي دبلوماسية أسترالية، ولدت في 5 أكتوبر 1918 في Neutral Bay ‏ في أستراليا، وتوفيت في 14 ديسمبر 1989 في كانبرا في أستراليا.